# 80 Days (computerspel, 2014)
80 Days is een interactief fictiespel dat door Inkle werd uitgebracht op 31 juli 2014 voor iOS platforms en op 16 december 2016 voor Android. Het werd uitgebracht op Microsoft Windows en OS X op 29 september 2015. Het maakt gebruik van vertakkende verhaalvertelling, waardoor de speler keuzes kan maken die van invloed zijn op de plot.

## Plot en gameplay
De plot is losjes gebaseerd op Jules Verne zijn roman uit 1873: De reis om de wereld in tachtig dagen . Het is 1872 en Monsieur Phileas Fogg heeft een weddenschap geplaatst bij de Reform Club dat hij in tachtig dagen of minder de wereld rond kan reizen. De game volgt het verloop van dit avontuur, zoals verteld door de bediende Passepartout van Phileas Fogg, wiens acties en beslissingen worden gecontroleerd door de speler.
Na het verlaten van Londen met een onderwatertrein naar Parijs, of een postkoets naar Cambridge, kan de speler zijn eigen route over de hele wereld kiezen, van stad tot stad. Elke stad en reis bevat unieke verhalende inhoud. De ontwikkelaars schatten dat spelers bij één volledige reis om de wereld ongeveer 2% van de 750.000 woorden tekstuele inhoud van het spel zullen zien.
In hun rol als bediende moeten spelers de financiën, de gezondheid van hun meester en de tijd beheren en items kopen en verkopen op verschillende markten over de hele wereld. De keuzes die de speler maakt in verhaalsecties kunnen ook een grote impact hebben op hoe de reis verloopt.
De game heeft verschillende geheimen, Easter Eggs en verborgen eindes, evenals verschillende verwijzingen naar Verne's werken, waaronder: Twintigduizend mijlen onder zee en Van de aarde naar de maan. De game is ook gedeeltelijk geïnspireerd door het steampunk-genre, met elementen als automatisch mechanisch transport, hovercrafts, duikboten en een hele stad die op vier gigantische poten loopt.

## Ontvangst
| Recensiescore       | Recensiescore                     |
| Recensieverzamelaar | Score                             |
| ------------------- | --------------------------------- |
| Metacritic          | iOS: 88/100 pc: 84/100 NS: 84/100 |
| Publicist           | Score                             |
| IGN                 | 9/10                              |

 De game heeft een rating van 88/100 en 84/100 voor iOS en pc op de website Metacritic. Phil Cameron van The Daily Telegraph beschreef het als "een van de mooiste voorbeelden van vertakkende verhaallijnen die tot nu toe zijn gemaakt". AppleNApps zei: "Het verhaal is absoluut fantastisch met de kleine wendingen en nuances op de klassieker om je constant bezig te houden met doorgaan." PocketGamer zei: "Het is rijk aan ideeën, briljant geschreven en creëert een wereld die je keer op keer wilt bezoeken." Gamezebo schreef: "80 Days heeft veel diepte, en een geweldig verhaal... Het is een uitdaging - maar een intelligente." GrabItMagazine zei: "De studio- inkle verdient veel lof voor het creëren van een toegankelijke en uiteindelijk leuke manier voor mensen om Verne's klassieke werk te ervaren."
Het werd verkozen tot Time's Game of the Year 2014. Ondanks dat het een spel was, noemde The Telegraph het ook "een van de beste romans van 2014". De hoofdschrijfster, Meg Jayanth, won een UK Writer's Guild- prijs voor haar werk aan het project.

De game ontving in 2015 vier BAFTA- nominaties voor Best British Game, Best Story, Best Mobile Game en Game Innovation, evenals drie IGF- nominaties in 2014, voor Excellence in Design, Excellence in Narrative en in de categorie Grand Prize. .